# NGC 1984
NGC 1984 (другое обозначение — ESO 56-SC132) — рассеянное скопление с эмиссионной туманностью в созвездии Золотой Рыбы, расположенное в Большом Магеллановом Облаке. Состоит из 9 641 звезды с хорошо считываемой фотометрией. Открыто Джоном Гершелем в 1835 году. Возраст этого скопления составляет 10 миллионов лет, оценки различными методами показывают некоторый разброс.
Этот объект входит в число перечисленных в оригинальной редакции «Нового общего каталога».